# Tenerife Club de Baloncesto
El Tenerife Club de Baloncesto fou un club de bàsquet de la ciutat de Santa Cruz de Tenerife (Canàries).
El club neix en l'any 1996 amb la idea d'aconseguir la unió dels clubs de bàsquet de l'illa de Tenerife (Tenerife Amigos del Baloncesto i Club Baloncesto Canarias) sota la denominació de Tenerife Canarias. Des d'aquest moment el club passà a ser el representant del bàsquet tinerfeny en categoria nacional.
La primera temporada la disputa en el pavelló Rios Tejera de la ciutat de la Laguna en la qual esportivament acaba en el lloc tretzè de la LEB. En la segona temporada l'equip es desplaça a Santa Cruz de Tenerife, disputant els seus partits com local en el Pavelló Municipal de la capital tinerfenya. Esportivament aquesta temporada l'equip arriba a jugar el decisiu playoff d'ascens contra el CB Múrcia, sent l'equip murcià el qual assoleix l'anhelat ascens a l'ACB. En la temporada 1998-99 es continua jugant en Santa Cruz de Tenerife arribant fins a les semifinals de la lliga caient eliminat en el playoff pel Gijón. La temporada 1999-2000 el club es desplaça de nou fins a la Laguna per a estrenar nova casa, el Pavelló Insular Santiago Martín, una instal·lació de nova creació que reunia tots els requisits per a assumir el repte de pujar i mantenir-se en l'ACB. En la temporada 2002-03 s'assoleix guanyar la Copa Príncep d'Astùries i l'anhelat ascens a l'ACB. Després de dues temporades a la màxima categoria, la temporada 2004/05 torna a baixar a la lliga LEB. La temporada 2012-13 fou l'última en la història del club.

## Palmarès
- Campió de la Lliga LEB: 2002-03.
- Campió de la Copa Príncep d'Astùries: 2002-03
- Campió de la Lliga EBA: 2010-11
- 2× Campió del Trofeu Gobierno de Canarias: 2002, 2005

## Equips canaris a la màxima categoria
| Equip                                   | Temporades | Categoria | Any de fundació | Municipi                   | Illa         |
| --------------------------------------- | ---------- | --------- | --------------- | -------------------------- | ------------ |
| Club Baloncesto Gran Canaria            | 32         | Masculina | 1963            | Las Palmas de Gran Canaria | Gran Canaria |
| Club Baloncesto Canarias                | 19         | Masculina | 1939            | San Cristóbal de La Laguna | Tenerife     |
| Real Club Náutico de Tenerife           | 11         | Masculina | 1952            | Santa Cruz de Tenerife     | Tenerife     |
| Tenerife Club de Baloncesto             | 2          | Masculina | 1996            | San Cristóbal de La Laguna | Tenerife     |
| Tenerife Amigos del Baloncesto          | 2          | Masculina | 1986            | Santa Cruz de Tenerife     | Tenerife     |
| Club Baloncesto Islas Canarias          | 31         | Femenina  | 1980            | Las Palmas de Gran Canaria | Gran Canària |
| Club Baloncesto Isla de Tenerife Aguere | 12         | Femenina  | 1985            | San Cristóbal de La Laguna | Tenerife     |
| Club Baloncesto Uni Tenerife            | 3          | Femenina  | 2003            | Santa Cruz de Tenerife     | Tenerife     |
| Club Baloncesto Tenerife Krystal        | 3          | Femenina  | 1971            | Santa Cruz de Tenerife     | Tenerife     |